# Чемпионат Европы по международным шашкам среди девушек
Чемпионат Европы по международным шашкам среди девушек проводится ежегодно с 1999 года. В первом чемпионате, который проходил в Ludow Polski, победила шашистка из Украины Дарья Ткаченко. В 2020 и 2021 годах турнир не проводился из-за пандемии коронавируса. По политическим причинам с 2022 года спортсменки России и Белоруссии не были допущены на чемпионат.

## Призёры

### Юниорки (до 19 лет)
| Год  | Золото             | Серебро              | Бронза                             |
| 1999 | Дарья Ткаченко     | Дайна Райтума        | Матрёна Ноговицына                 |
| 2000 | Дарья Ткаченко     | Евгения Басова       | Наталья Есина                      |
| 2001 | Анастасия Краснова | Елена Пестунова      | Дарья Ткаченко                     |
| 2002 | Елена Пестунова    | Ирина Платонова      | Анастасия Краснова                 |
| 2003 | Елена Пестунова    | Анна Хылевская-Срока | Лилия Сирбаева                     |
| 2004 | Ласма Абрамсоне    | Анастасия Краснова   | Наталья Шестакова                  |
| 2005 | Наталья Шестакова  | Елена Миськова       | Рута Навицкайте                    |
| 2006 | Марфа Никитина     | Лаура Ратниеце       | Эвита Зиле                         |
| 2007 | Алия Аминова       | Юлия Романская       | Олеся Абдуллина                    |
| 2008 | Матрёна Ноговицына | Виктория Мотричко    | Наталья Садовская                  |
| 2009 | Дарья Федорович    | Матрёна Ноговицына   | Ольга Федорович                    |
| 2010 | Матрёна Ноговицына | Хейке Верхёл         | Юлия Валеева                       |
| 2011 | Дарья Федорович    | Ольга Федорович      | Ника Леопольдова                   |
| 2012 | Хейке Верхёл       | Карлин Оверес        | Арлета Флисиковская                |
| 2013 | Анастасия Барышева | Регина Аюпова        | Ньургуяна Азарова                  |
| 2014 | Айгуль Идрисова    | Регина Аюпова        | Анастасия Барышева                 |
| 2015 | Ангелина Попова    | Валерия Криштал      | Вера Хващинская                    |
| 2016 | Аяника Кычкина     | Руфина Аюпова        | Катажина Станчук                   |
| 2017 | Кристина Осипова   | Анна Дмитренко       | Агата Парахина                     |
| 2018 | Елена Чеснокова    | Яна Якубович         | Мария Миронова                     |
| 2019 | Яна Якубович       | Елена Чеснокова      | Марта Банковска Альбина Большакова |
| 2022 | Рита Пакаускайте   | Лёйсе Габберт        | Эмилия Батковская                  |
| 2023 | Лёйсе Габберт      | Мария Алексерюнайте  | Алиса Орлова                       |
| 2024 | Лиса Схолтенс      | Флёр Крёйсмюлдер     | Лёйсе Габберт                      |
| 2025 | Айсте Пукштайте    | Патриция Томчак      | Эмилия Келло                       |

### Кадетки (до 16 лет)
| Год  | Золото             | Серебро                         | Бронза              |
| 1999 | Эва Сюда           | Евдокия Постникова              | Елена Пестунова     |
| 2000 | Анастасия Краснова | Елена Пестунова                 | Ласма Абрамсоне     |
| 2001 | Елена Лубчинская   | Анна Хылевска                   | Ласма Абрамсоне     |
| 2002 | Елена Миськова     | Наталья Шестакова               | Рушания Ягафарова   |
| 2003 | Ирина Платонова    | Олеся Абдуллина                 | Эвита Зиле          |
| 2004 | Олеся Абдуллина    | Виктория Мотричко               | Лаура Ратниеце      |
| 2005 | Матрёна Ноговицына | Эвита Зиле                      | Наталья Садовская   |
| 2006 | Матрёна Ноговицына | Виктория Белая                  | Эвита Зиле          |
| 2007 | Матрёна Ноговицына | Ольга Федорович                 | Кади Вески          |
| 2008 | Ольга Федорович    | Дарья Федорович                 | Хейке Верхёл        |
| 2009 | Айыына Собакина    | Айгуль Идрисова                 | Карлин Оверес       |
| 2010 | Ника Леопольдова   | Карлин Оверес                   | Арлета Флисиковская |
| 2011 | Анастасия Барышева | Вера Хващинская Валерия Криштал | —                   |
| 2012 | Вера Хващинская    | Лилия Иванова                   | Ангелина Попова     |
| 2013 | Руфина Аюпова      | Ангелина Попова                 | Валерия Криштал     |
| 2014 | Елена Чеснокова    | Руфина Аюпова                   | Ангелина Попова     |
| 2015 | Елена Чеснокова    | Полина Петрусёва                | Руфина Аюпова       |
| 2016 | Ксения Нахова      | Елена Чеснокова                 | Анастасия Глушко    |
| 2017 | Елена Кычкина      | Яна Лазовик                     | Яна Якубович        |
| 2018 | Ольга Балукова     | Вера Горбачёва                  | Рита Пакаускайте    |
| 2019 | Алёна Большакова   | Дарина Лобанова                 | Дарина Мосиенко     |
| 2022 | Мия Плестите       | Нона Нано                       | Флёр Крёйсмюлдер    |
| 2023 | Флёр Крёйсмюлдер   | Катерина Мусиенко               | Валда Васариете     |
| 2024 | Юлия Бинцаровская  | Катерина Мусиенко               | Айсте Пукштайте     |
| 2025 | Мальвина Мисане    | Катерина Мусиенко               | Милана Феделине     |

### Мини кадетки (до 13 лет)
| Год  | Золото              | Серебро             | Бронза                 |
| 1999 | Анастасия Краснова  | Юлия Сауса          | Эвита Зиле             |
| 2000 | Эвита Зиле          | Ирина Платонова     | Наталья Шестакова      |
| 2001 | Эвита Зиле          | Лаура Ратниеце      | Олеся Абдуллина        |
| 2002 | Олеся Абдуллина     | Степанида Кириллина | Татьяна Кудрявшова     |
| 2003 | Степанида Кириллина | Матрёна Ноговицына  | Алина Галяга           |
| 2004 | Матрёна Ноговицына  | Саина Дегтярёва     | Екатерина Касьян       |
| 2005 | Ольга Федорович     | Алия Аминова        | Анастасия Глебова      |
| 2006 | Хейке Верхёл        | Сильвия Марковцы    | Мария Тюрина           |
| 2007 | Айыына Собакина     | Ника Леопольдова    | Регина Аюпова          |
| 2008 | Ньургуяна Азарова   | Айгуль Идрисова     | Моника Пирц            |
| 2009 | Вера Хващинская     | Ангелина Попова     | Азалия Сагитова        |
| 2010 | Лилия Иванова       | Валерия Криштал     | Мария Миронова         |
| 2011 | Летиция Дубицкайте  | Ангелина Попова     | Анна Дмитренко         |
| 2012 | Руфина Аюпова       | Елена Буянская      | Полина Болоткова       |
| 2013 | Елена Чеснокова     | Елена Буянская      | Мария Коледа           |
| 2014 | Вера Горбачёва      | Дарья Кудрявцева    | Яна Якубович           |
| 2015 | Яна Лазовик         | Елена Кычкина       | Вера Горбачёва         |
| 2016 | Ольга Балукова      | Мария Чеснокова     | Дарья Бравая           |
| 2017 | Мария Чеснокова     | Сандаара Апросимова | Алёна Большакова       |
| 2018 | Тунаара Фёдорова    | Сандаара Апросимова | Ксения Белая           |
| 2019 | Сандаара Апросимова | Сайаана Наумова     | Дарья Никифорова       |
| 2022 | Мальвина Мисане     | Юлия Бинцаровская   | Саша Чумаченко         |
| 2023 | Анастасия Пичка     | Василиса Куценко    | Зофия Видель           |
| 2024 | Варвара Иванова     | Валерия Ежова       | Марика Ганкарц         |
| 2025 | Алиса Мисане        | Варвара Иванова     | Луиза Гудевица-Лиепина |

### Надежды (до 10 лет)
| Год  | Золото             | Серебро                 | Бронза                             |
| 2001 | Матрёна Ноговицына | Степанида Кириллина     | Ивона Стасяк                       |
| 2002 | Алия Аминова       | Арина Дудина            | Мария Михайлова Вероника Вилчинска |
| 2003 | Анета Решка        | Арлета Флисиковская     | Анастасия Глебова                  |
| 2004 | Айгуль Идрисова    | Айыына Собакина         | Тиара Евсеева                      |
| 2005 | Айгуль Идрисова    | Моника Пирц             | Лотте Алевэн                       |
| 2006 | Алиса Кашуба       | Гульназ Абубакирова     | Ньургуяна Азарова                  |
| 2007 | Азалия Сагитова    | Клаудия Мрочко          | Ангелина Попова                    |
| 2008 | Ангелина Попова    | Мария Миронова          | Руфина Аюпова                      |
| 2009 | Мария Миронова     | Сандаара Чупрова        | Кристина Осипова                   |
| 2010 | Полина Петрусёва   | Полина Болоткова        | Ольга Летягова                     |
| 2011 | Дарья Кудрявцева   | Анастасия Архангельская | Юстине Ансоне                      |
| 2012 | Дарья Кудрявцева   | Вера Горбачёва          | Анна Коротких                      |
| 2013 | Ольга Балукова     | Полина Козлова          | Наталия Гапон                      |
| 2014 | Мария Чеснокова    | Тунаара Фёдорова        | Виктория Николаева                 |
| 2015 | Виктория Николаева | Тунаара Фёдорова        | Полина Сибирякова                  |
| 2016 | Руфина Тавлюкаева  | Айыына Протопопова      | Сандаара Апросимова                |
| 2017 | Галина Филиппова   | Сайаана Наумова         | Антонина Кучинская                 |
| 2018 | Евгения Швед       | Айсте Пукштайте         | Дайаана Алексеева                  |
| 2019 | Катерина Мусиенко  | Маргарита Фёдорова      | Елизавета Васильева                |
| 2022 | Алиса Мисане       | Оливия Ганкарц          | Марика Ганкарц                     |
| 2023 | Варвара Иванова    | Марика Ганкарц          | Вакаре Сабаляускайте               |
| 2024 | Алиса Мисане       | Анна Лебединская        | Рамона Серпане                     |
| 2025 | Велта Урмане       | Виктория Бедранек       | Марлена Гудевица-Лиепина           |